# Санта-Клаус 3
«Санта-Клаус 3» (англ. The Santa Clause 3: The Escape Clause) — американська кінокомедія 2006 року. Продовження фільмів «Санта-Клаус» (1994) та «Санта-Клаус 2» (2002). Головні ролі у фільмі виконали Тім Аллен, Елізабет Мітчелл та Мартін Шорт.

## Сюжет
Напередодні Різдва. У сім'ї Скотта Келвіна (він же Санта-Клаус), який проживає на Північному полюсі, очікується поповнення. Його дружина Керол скучила за родиною і на народження дитини запрошені батьки Керол, а також колишня родина Скотта (син Чарлі, падчерка Люсі, колишня дружина Лора та її чоловік Ніл). Вони — батьки Белінди. Також запрошені Мати Природа, Батько-Час, Великодній заєць та інші поважні гості. Серед запрошених виявляється і дух морозу Джек Фрост, який почувається ображеним внаслідок того, що він не має свого свята. Скотт тим часом намагається приховати від тестя і тещі те, що він Санта-Клаус і влаштовує все для них так, ніби він майстер дитячих іграшок, десь на півночі Канади. Джек Фрост прикидається ніби він допомагає Санті, але сам, використавши момент, викрадає чарівний кришталевий глобус Санта Клауса, що дозволяє при бажанні скасувати становлення Сантою.
Завдяки цьому Джек отримує у свої руки магію, яка відправляє Скотта назад у 1994 рік, у той момент, коли він став Сантою, повертаючи до подій першого фільму. Джек окликає Санту раніше Скотта з минулого і змінює майбутнє на гірший бік. В результаті Скотт знову менеджер великої компанії й знову змушений працювати під Різдво, з Чарлі він не спілкується багато років, а з вітчимом Нілом той так і не порозумівся, внаслідок чого Ніл і Лора розлучилися. Джек, який посів місце Санти, повністю комерціалізував Різдво і перетворив Північний полюс на курорт. Скотт, завдяки допомозі різдвяних ельфів і своєї падчерки Люсі, обхитрує Джека і повертає потік часу в первісне русло. Джека Фроста заарештовує поліція ельфів. Приховати те, що Скотт насправді Санта-Клаус, тепер вже неможливо, але батьки його дружини тільки у захваті від цього відкриття.
Наприкінці фільму у Скотта та Керол народжується син Бадді, якого назвали на честь його діда.

## Актори та персонажі
| Актор            | Роль                        |
| ---------------- | --------------------------- |
| Тім Аллен        | Скотт Келвін // Санта-Клаус |
| Елізабет Мітчелл | Керол Ньюман // Місіс Клаус |
| Мартін Шорт      | Джек Фрост                  |
| Ерік Ллойд       | Чарлі Келвін                |
| Спенсер Бреслін  | ельф Кортіс                 |
| Джадж Рейнгольд  | доктор Ніл Міллер           |
| Венді Крюсон     | Лора Міллер                 |
| Ліліана Мумі     | Люсі Міллер                 |
| Айша Тайлер      | Мати-Природа                |
| Пітер Бойл       | Батько-Час                  |
| Ебігейл Бреслін  | ельф Тріш                   |
| Арт Лафлер       | Зубна фея                   |
| Кевін Поллак     | Купідон                     |

## Сприйняття

### Відгуки
Перші два фільми трилогії зібрали в американському прокаті понад $300 млн, що закономірно призвело до створення триквелу «Санта-Клаус 3» з тією ж серйозною командою акторів. Проте оцінки деяких критиків виявилися вельми негативними, можна навіть сказати, що картина отримала переважно негативні відгуки критики, зокрема номінації на премію Золота малина у кількох категоріях. Критики залишилися передусім незадоволені сюжетом, неправдоподібним для казкової картини, орієнтованої на дитячу аудиторію
- Грегорі Кіршлінг (EW) назвав сюжет злегка нудотним, запитавши: це сіквел «Санта-Клауса» або «Поганого Санти»[1]?
- Манола Даргіс (New York Times) важко знайти позитивні сторони режисерської роботи Майкла Лембека[2].
- Тай Барр (The Boston Globe) знайшов багато цікавих сюжетних поворотів, наприклад той, в якому Джек Фрост перетворює «Північний полюс» на комерційний парк, в стилі Лас-Вегаса[3].
- Джеймс Берардинеллі дуже холодно відгукнувся про фільм[4].
- Оглядач Variety Джастін Чанг знайшов кілька світлих плям у цій стрічці. Акторська робота Мартіна Шорта трохи «струшує та повертає фільм до життя»[5].

## Продовження
У 2022 році вийшов міні-серіал Санта-Клауси, який продовжує й одночасно завершує історію Скотта Келвіна. З серії фільмів повернулися Тім Аллен, Елізабет Мітчелл, Ерік Ллойд і Девід Крамгольц (відсутній у третій частині).